# Gianni Raimondi
Gianni Raimondi (n. 17 aprilie 1923, Bologna, Italia – d. 19 octombrie 2008, Pianoro, Italia) a fost un tenor liric italian, care a interpretat în special roluri din opere italiene.

## Biografie
Gianni Raimondi s-as născut în Bologna în 1923. Așa cum se obișnuia, și-a făcut debutul pe scenă în provincia sa natală, în Budrio, în Rigoletto (1947). Un singur an i-a fost suficient pentru a ajunge la Teatro Communale în Bologna. Foarte rapid după această afirmare pe o scenă lirică de importanță națională, Raimondi a debutat la Teatro alla Scala din Milano, îmbarcându-se spre o carieră de excepție, care l-a adus la Viena, Berlin, London, New York, Buenos Aires.

## Înregistrări selecționate
- Donizetti - Anna Bolena - Maria Callas, Giulietta Simionato, Gianni Raimondi, Nicola Rossi-Lemeni - Coro e Orchestra del Teatro all Scala, Gianandrea Gavazzeni - EMI (1957)
- Donizetti - Favorita - Fedora Barbieri, Gianni Raimondi, Carlo Tagliabue, Guilio Neri - Coro e Orchestra della Rai Torino, Angelo Questa - Warner-Fonit (1955)
- Donizetti - Linda di Chamounix - Margherita Carosio, Gianni Raimondi, Giuseppe Taddei, Giuseppe Modesti, Rina Corsi, Carlo Badioli - Coro e Orchestra della Rai Milano, Alfredo Simonetto -  Walhall Eternity Series (1953)